# Trittico del Matrimonio mistico di santa Caterina
Il Trittico del Matrimonio mistico di santa Caterina o di san Giovanni è un dipinto a olio su tavola (173,6x173,7 cm il pannello centrale e 176x78,9 ciascuno scomparto laterale) di Hans Memling, databile al 1474-1479 circa e conservato nell'Hans Memlingmuseum di Bruges.

## Storia
L'opera venne commissionata dai due frati e dalle due suore che presiedevano l'ospedale di San Giovanni di Bruges (oggi sede del Memlingmuseum) verso il 1474 ed è firmato e datato 1479. La firma compare sulla cornice inferiore della tavola centrale: OPUS IOHANNIS MEMLING ANNO M CCCC LXXIX. 
L'opera si rifà, soprattutto nel pannello centrale, a composizioni già sperimentate, come il Trittico Donne. 

## Descrizione e stile

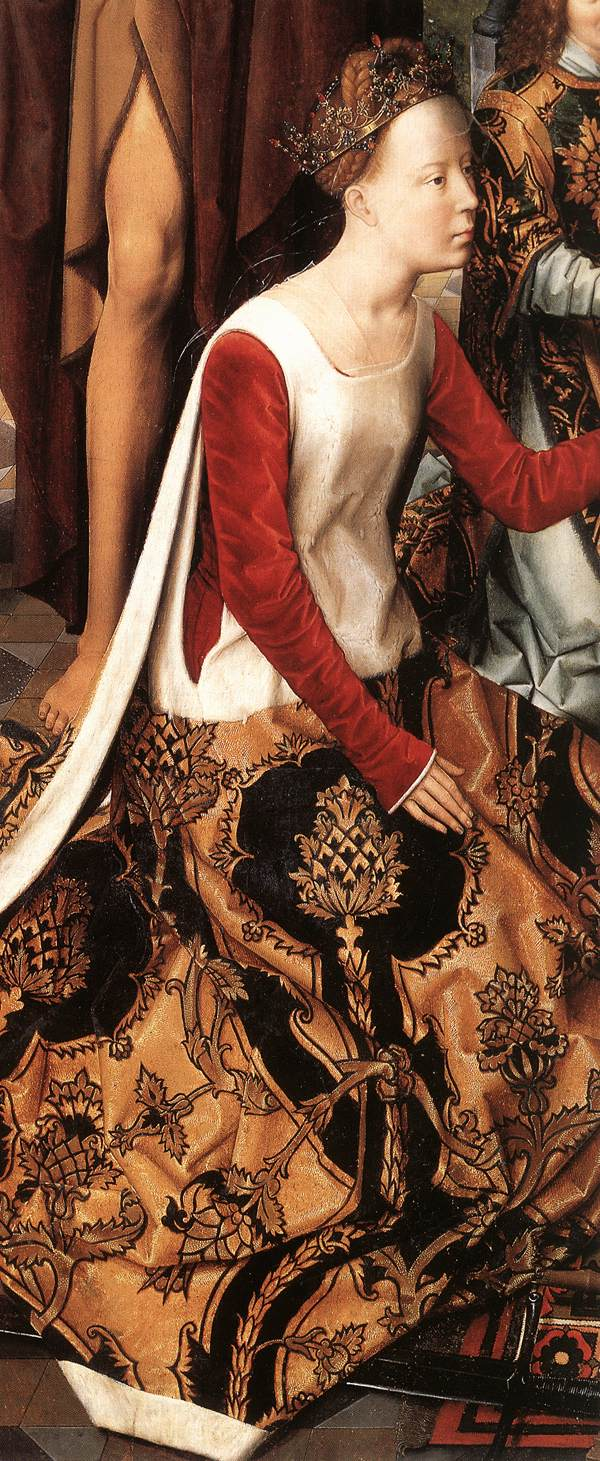
Caterina d'Alessandria

Il trittico ha gli scomparti laterali chiudibili, poiché all'epoca si era soliti mostrare lo scomparto centrale, solo in occasioni di particolari solennità. Per questo la maggior parte del tempo l'opera restava chiusa ed era necessario dipingere anche il retro degli scomparti laterali. Di solito si utilizzavano a tale scopo soggetti più sobri ed essenziali, ispirati spesso alla scultura, magari a monocromo. 
In questo caso Memling dipinse due nicchie illusorie in cui i quattro committenti sono assistiti, ciascuno, dal proprio protettore: sullo scomparto sinistro si vedono infatti i santi Giacomo e Antonio abate e i donatori Jacob (Giacomo, appunto) de Kueninc e Anthonis Seghers (Antonio); su quello destro le sante Agnese e Chiara e le donatrici Agnes Casembrood e Clara van Hulsen.
Il polittico aperto mostra al centro una sacra conversazione con la Madonna col Bambino in trono, due angeli, i santi Giovanni Battista ed Evangelista e le sante Caterina e Barbara: Caterina d'Alessandria sta celebrando il matrimonio mistico con Gesù, da cui uno dei nomi del trittico.
I pannelli laterali sono invece dedicati alla Decollazione di san Giovanni Battista (sinistra) e alla Visione di san Giovanni evangelista a Patmos. 
I colori brillanti e saturi creano forti contrasti che sottolineano la ricchezza e preziosità dell'opera.

### Scomparto centrale
Su un trono coperto da un baldacchino e con uno schienale nascosto da un prezioso drappo di damaschi dorati, la Vergine sta leggendo il libro delle Sacre Scritture, retto da un angelo alla sua destra, e regge in mano il Bambino, raffigurato magrolino come un vero infante; egli sta porgendo l'anello nuziale al dito di santa Caterina, inginocchiata a sinistra ai bordi dello sfarzoso tappeto anatolico, secondo l'iconografia del matrimonio mistico. La santa, riccamente abbigliata come una regina, quale era in vita, è facilmente riconoscibile per gli attributi tipici della ruota dentata, con cui si provò a martirizzarla, e della spada, con cui venne decapitata; la sua sottana, increspata con pieghe secche e geometrizzanti, simili a carta appallottolata, come tipico dei maestri fiamminghi, è riccamente damascata e riprende il motivo del drappo dietro la Vergine e della veste angelica a lei vicina. 
In posizione speculare si trova poi santa Barbara leggente, riconoscibile per la torre che si intravede dietro di lei. I due santi in piedi sono i due Giovanni, Battista ed Evangelista, mentre l'ottava figura è l'angelo musicante a fianco di Maria, che suona un organetto portatile e rivolge uno sguardo sorridente al Bambino. Altri due piccoli angeli poi tengono in volo la corona di Maria, all'estremità superiore. 
La scena ha luogo in un portico classicheggiante, aperto sul paesaggio, con colonne in marmi policromi disposte in semicerchio e decorata da capitelli istoriati con scene bibliche. 
Come in altre prove dell'artista, l'orizzonte è alto e lo scorcio prospettico vertiginoso, quasi grandangolare, con una riduzione insufficiente delle proporzioni allontanandosi dal primo piano (lo si vede bene osservando il pavimento geometrico), che dà origine a un certo verticalismo. 
Il paesaggio che si intravede tra le colonne è utilizzato per ambientare alcune scene della vita di san Giovanni Battista, come avviene anche in altre opere come la Passione di Torino. A sinistra si vedono la sua predica alle genti, la cattura e il rogo del corpo. Dietro l'Evangelista si vede l'Incontro alla Porta d'Oro di Elisabetta e Zaccaria, ambientato in una curiosa macchina lignea.
In generale l'impostazione è priva di accenti drammatici e mostra una rassicurante bellezza nelle figure che abitano uno spazio simmetrico e ordinato.

### Scomparti laterali

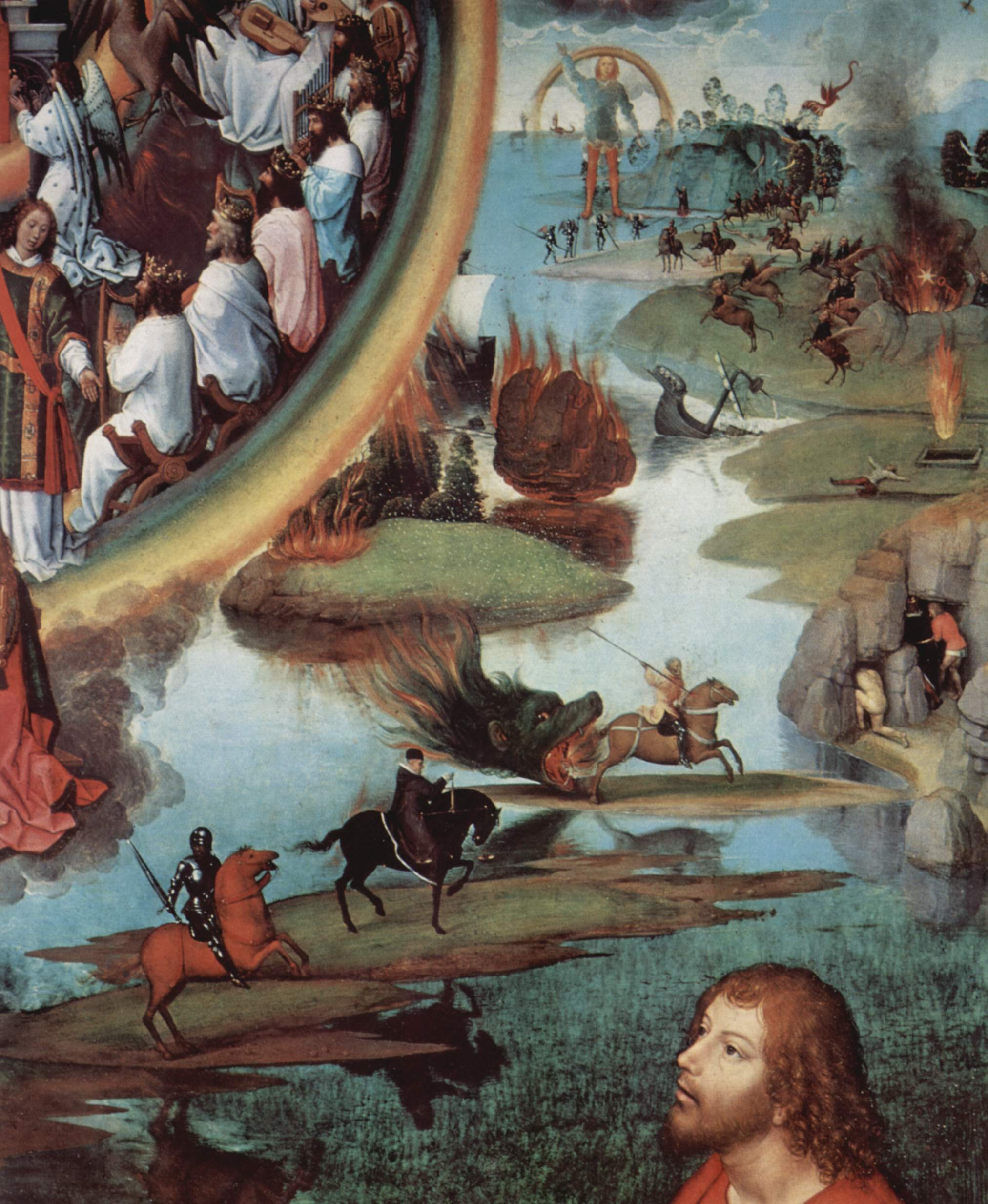
Dettaglio

Straordinariamente ricchi e vivaci sono gli scomparti laterali. A sinistra un carnefice di spalle (posizione tipicamente riservata ai personaggi empi) ha appena decollato Giovanni Battista e sta per poggiare la sua testa sul vassoio che regge Salomè, a destra. Tre spettatori appaiono provati dalla macabra visione, con gesti di misurato turbamento.
Nello sfondo, dove si vede una città e oltre ancora un paesaggio lacustre, hanno luogo alcune scene correlate alle storie del Battista: nel palazzo il Banchetto di Erode, più in lontananza, nel lago, il Battesimo di Cristo, al quale assiste da un nimbo luminoso in cielo il Padre Eterno. 
Il pannello di destra mostra invece Giovanni Evangelista in primo piano che, libro alla mano, ha la famosa visione sull'isola di Patmos, in cui ricevette la visione dell'Apocalisse: in alto a sinistra si vede infatti Cristo Giudice nel nimbo ad arcobaleno del Paradiso, seduto in trono tra i simboli degli evangelisti del tetramorfo e circondato da schiere di santi. Nel paesaggio marino si vedono poi una serie di allucinanti visioni profetiche della fine dei tempi, con epici scontri di eserciti del bene e del male, angeli sovrumani, draghi e altri eventi straordinari.

## Ricostruzione
| Trittico aperto |
| Trittico chiuso |